# Holkerveen
Holkerveen (52° 12′ N, 5° 27′ L) é uma vila dos Países Baixos, na província de Guéldria. Holkerveen pertence ao município de Nijkerk, e está situada a 6 km, a nordeste de Amersfoort.
A área de Holkerveen, que também inclui as partes periféricas da cidade, bem como a zona rural circundante, tem uma população estimada em 480 habitantes.